# Australian Bureau of Statistics
Australian Bureau of Statistics  (svenska: australiska statistikbyrån), eller ABS, är den statliga myndigheten för statistik i Australien. ABS grundades 1974 för att ersätta Commonwealth Bureau of Census and Statistics som avskaffades samma år. Commonwealth Bureau of Census and Statistics hade grundats den 8 december 1905 i Melbourne, Australien.